# 台南州

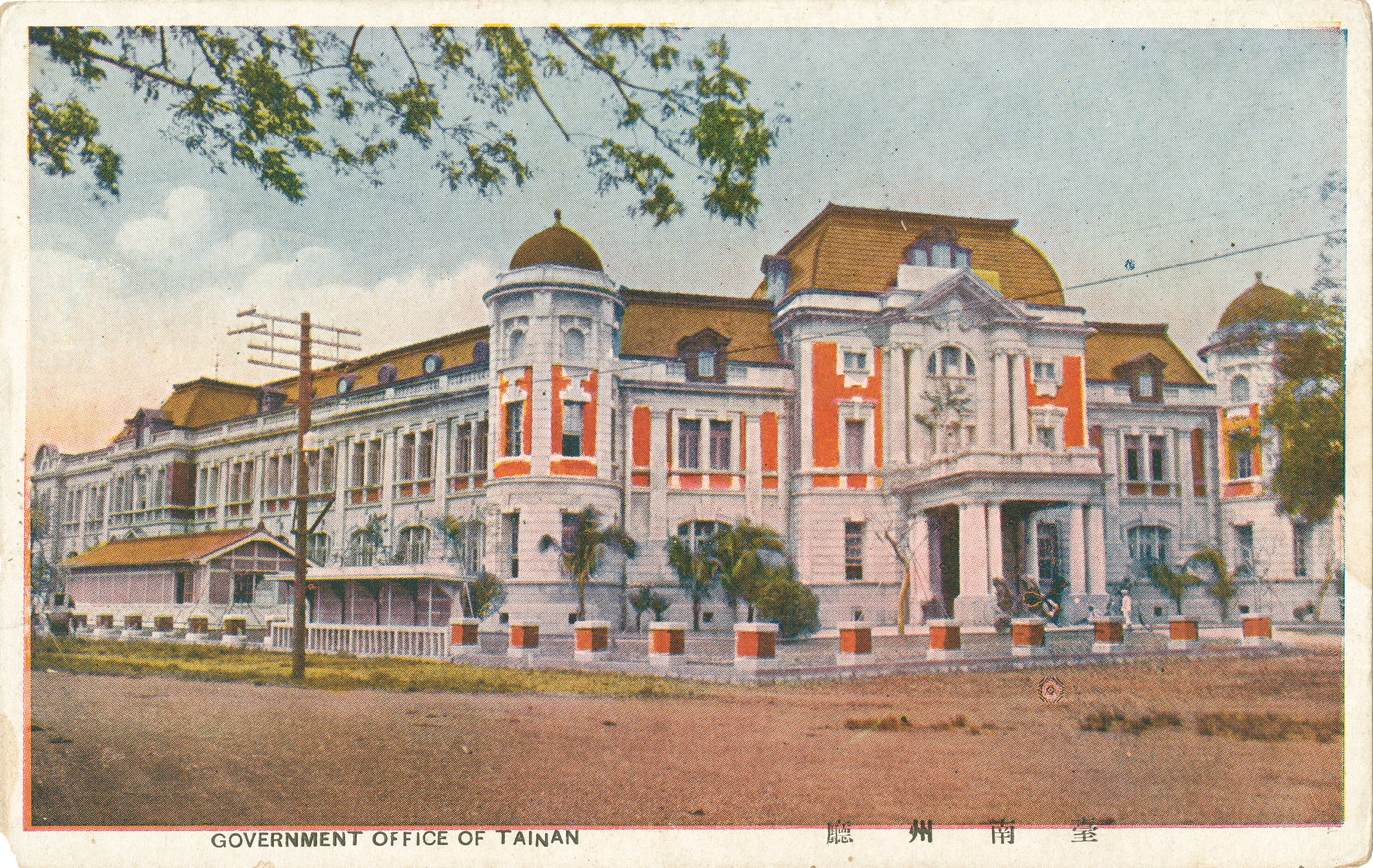
台南州庁舎、森山松之助設計。現在は国立台湾文学館になった。

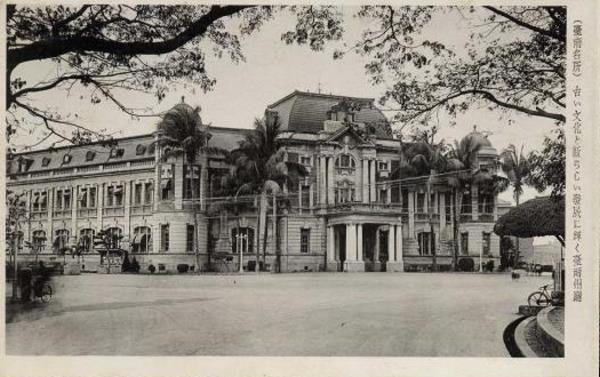
台南市に位置する台南州庁の葉書

1930年の台南州

台南州（臺南州、たいなんしゅう）は、かつて台湾の地方行政区分だった五州三庁の一つで、現在の台南市、嘉義市、嘉義県、雲林県を合わせた地域にあたる。

## 人口
1941年台湾常住戸口統計より
- 総人口　155万695人
  - 内訳
    - 内地人　5万3446人
    - 台湾人　148万9621人
    - 朝鮮人　253人
    - その他　7375人

## 行政区分
- 1945年当時

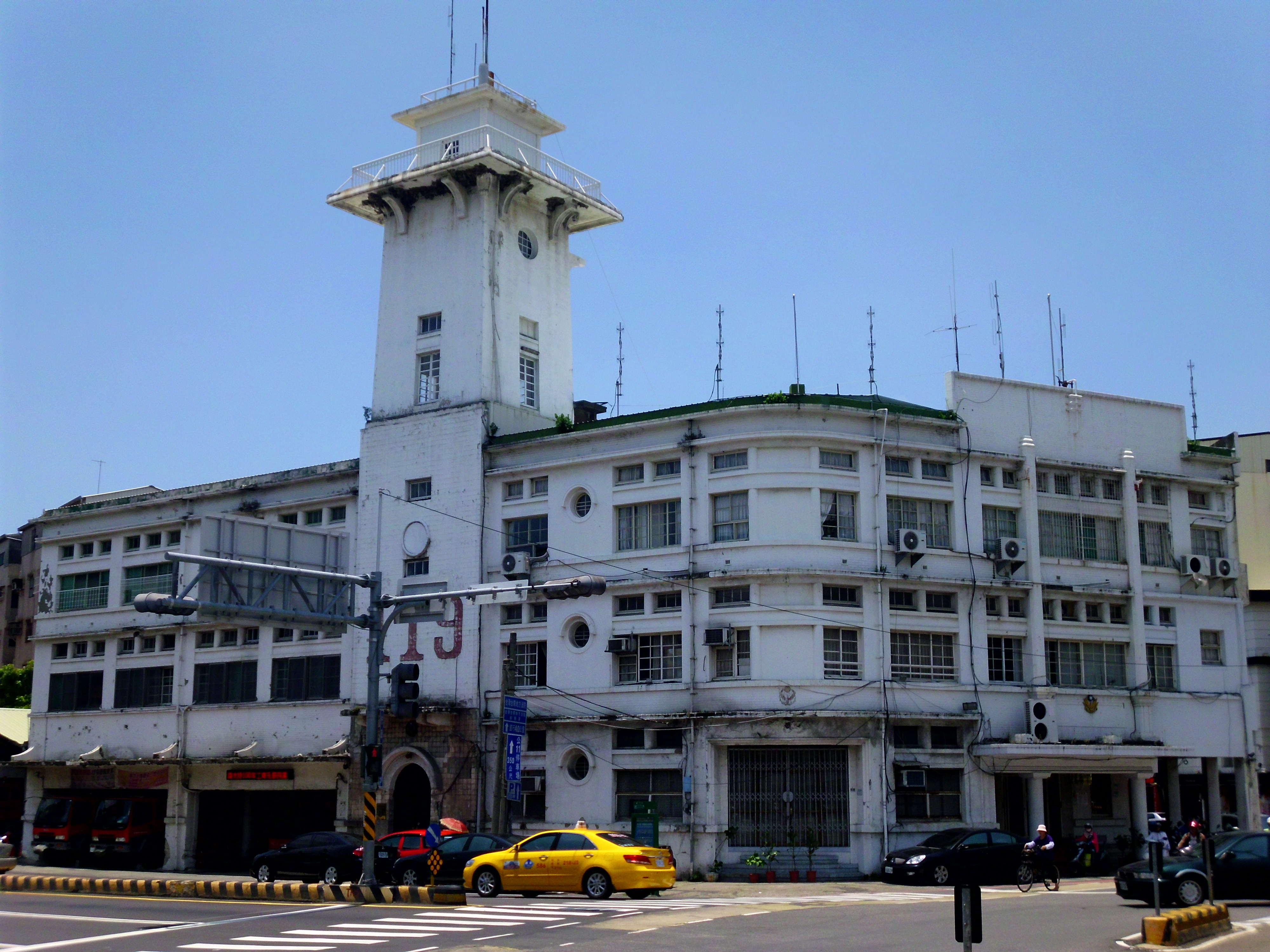
台南合同庁舎の現状

- 背景色が■である部分は1945年以前に廃止された行政区分

### 市
| 市     | 現在の行政区分 | 現在の行政区分                   | 備考 |
| ------ | -------------- | -------------------------------- | ---- |
| 台南市 | 台南市         | 中西区、東区、南区、北区、安平区 |      |
| 嘉義市 | 嘉義市         | 嘉義市                           |      |

### 郡・街庄
| 郡       | 街庄   | 現在の行政区分 | 現在の行政区分     | 備考                             |
| -------- | ------ | -------------- | ------------------ | -------------------------------- |
| 新 豊 郡 | 仁徳庄 | 台 南 市       | 仁徳区             |                                  |
| 新 豊 郡 | 帰仁庄 | 台 南 市       | 帰仁区             |                                  |
| 新 豊 郡 | 関廟庄 | 台 南 市       | 関廟区             |                                  |
| 新 豊 郡 | 龍崎庄 | 台 南 市       | 龍崎区             |                                  |
| 新 豊 郡 | 永康庄 | 台 南 市       | 永康区             |                                  |
| 新 豊 郡 | 安順庄 | 台 南 市       | 安南区             |                                  |
| 新 豊 郡 | 永寧庄 | 台 南 市       | 南区・仁徳区の一部 | 1940年廃庄、台南市・仁徳庄に編入 |
| 新 化 郡 | 新化街 | 台 南 市       | 新化区             |                                  |
| 新 化 郡 | 善化街 | 台 南 市       | 善化区             |                                  |
| 新 化 郡 | 新市庄 | 台 南 市       | 新市区             |                                  |
| 新 化 郡 | 安定庄 | 台 南 市       | 安定区             |                                  |
| 新 化 郡 | 山上庄 | 台 南 市       | 山上区             |                                  |
| 新 化 郡 | 玉井庄 | 台 南 市       | 玉井区             |                                  |
| 新 化 郡 | 楠西庄 | 台 南 市       | 楠西区             |                                  |
| 新 化 郡 | 南化庄 | 台 南 市       | 南化区             |                                  |
| 新 化 郡 | 左鎮庄 | 台 南 市       | 左鎮区             |                                  |
| 曽 文 郡 | 麻豆街 | 台 南 市       | 麻豆区             |                                  |
| 曽 文 郡 | 下営庄 | 台 南 市       | 下営区             |                                  |
| 曽 文 郡 | 六甲庄 | 台 南 市       | 六甲区             |                                  |
| 曽 文 郡 | 官田庄 | 台 南 市       | 官田区             |                                  |
| 曽 文 郡 | 大内庄 | 台 南 市       | 大内区             |                                  |
| 北 門 郡 | 佳里街 | 台 南 市       | 佳里区             |                                  |
| 北 門 郡 | 西港庄 | 台 南 市       | 西港区             |                                  |
| 北 門 郡 | 七股庄 | 台 南 市       | 七股区             |                                  |
| 北 門 郡 | 将軍庄 | 台 南 市       | 将軍区             |                                  |
| 北 門 郡 | 北門庄 | 台 南 市       | 北門区             |                                  |
| 北 門 郡 | 学甲庄 | 台 南 市       | 学甲区             |                                  |
| 新 営 郡 | 新営街 | 台 南 市       | 新営区             |                                  |
| 新 営 郡 | 塩水街 | 台 南 市       | 塩水区             |                                  |
| 新 営 郡 | 白河街 | 台 南 市       | 白河区             |                                  |
| 新 営 郡 | 柳営庄 | 台 南 市       | 柳営区             |                                  |
| 新 営 郡 | 後壁庄 | 台 南 市       | 後壁区             |                                  |
| 新 営 郡 | 番社庄 | 台 南 市       | 東山区             |                                  |
| 嘉 義 郡 | 大林街 | 嘉 義 県       | 大林鎮             |                                  |
| 嘉 義 郡 | 水上庄 | 嘉 義 県       | 水上郷             |                                  |
| 嘉 義 郡 | 民雄庄 | 嘉 義 県       | 民雄郷             |                                  |
| 嘉 義 郡 | 新巷庄 | 嘉 義 県       | 新港郷             |                                  |
| 嘉 義 郡 | 渓口庄 | 嘉 義 県       | 渓口郷             |                                  |
| 嘉 義 郡 | 小梅庄 | 嘉 義 県       | 梅山郷             |                                  |
| 嘉 義 郡 | 竹崎庄 | 嘉 義 県       | 竹崎郷             |                                  |
| 嘉 義 郡 | 番路庄 | 嘉 義 県       | 番路郷             |                                  |
| 嘉 義 郡 | 中埔庄 | 嘉 義 県       | 中埔郷             |                                  |
| 嘉 義 郡 | 大埔庄 | 嘉 義 県       | 大埔郷             |                                  |
| 嘉 義 郡 | 蕃地   | 嘉 義 県       | 阿里山郷           |                                  |
| 東 石 郡 | 朴子街 | 嘉 義 県       | 朴子市             |                                  |
| 東 石 郡 | 六脚庄 | 嘉 義 県       | 六脚郷             |                                  |
| 東 石 郡 | 東石庄 | 嘉 義 県       | 東石郷             |                                  |
| 東 石 郡 | 布袋庄 | 嘉 義 県       | 布袋鎮             |                                  |
| 東 石 郡 | 鹿草庄 | 嘉 義 県       | 鹿草郷             |                                  |
| 東 石 郡 | 太保庄 | 嘉 義 県       | 太保市             |                                  |
| 東 石 郡 | 義竹庄 | 嘉 義 県       | 義竹郷             |                                  |
| 斗 六 郡 | 斗六街 | 雲 林 県       | 斗六市、林内郷     |                                  |
| 斗 六 郡 | 斗南街 | 雲 林 県       | 斗南鎮             |                                  |
| 斗 六 郡 | 古坑庄 | 雲 林 県       | 古坑郷             |                                  |
| 斗 六 郡 | 大埤庄 | 雲 林 県       | 大埤郷             |                                  |
| 斗 六 郡 | 莿桐庄 | 雲 林 県       | 莿桐郷             |                                  |
| 虎 尾 郡 | 虎尾街 | 雲 林 県       | 虎尾鎮             |                                  |
| 虎 尾 郡 | 西螺街 | 雲 林 県       | 西螺鎮             |                                  |
| 虎 尾 郡 | 土庫街 | 雲 林 県       | 土庫鎮、褒忠郷     |                                  |
| 虎 尾 郡 | 二崙庄 | 雲 林 県       | 二崙郷             |                                  |
| 虎 尾 郡 | 崙背庄 | 雲 林 県       | 崙背郷、麦寮郷     |                                  |
| 虎 尾 郡 | 海口庄 | 雲 林 県       | 台西郷、東勢郷     |                                  |
| 北 港 郡 | 北港街 | 雲 林 県       | 北港鎮             |                                  |
| 北 港 郡 | 元長庄 | 雲 林 県       | 元長郷             |                                  |
| 北 港 郡 | 四湖庄 | 雲 林 県       | 四湖郷             |                                  |
| 北 港 郡 | 口湖庄 | 雲 林 県       | 口湖郷             |                                  |
| 北 港 郡 | 水林庄 | 雲 林 県       | 水林郷             |                                  |

### （戦後）
- 台南市と嘉義市は台湾省へ移管、台南州より離脱。
- 1946年嘉義区公所は民雄庄へ移転。3月安順郷は台南市へ移管。4月台南県政府は新営鎮へ移転。8月新営区廃区、同区管内の街庄は台南県の直接管轄となる。
- 1950年台南県の全部の郡を廃止、旧嘉義東石・区管内の郷鎮は現在の嘉義県に、旧新豊・新化・曽文・北門・新営区管内の郷鎮は現在の台南県に、旧斗六・虎尾・北港区管内の郷鎮は現在の雲林県に統合。
- 2010年12月25日台南県と台南市を合併して、新たに中華民国の直轄市となった。

## 歴代知事

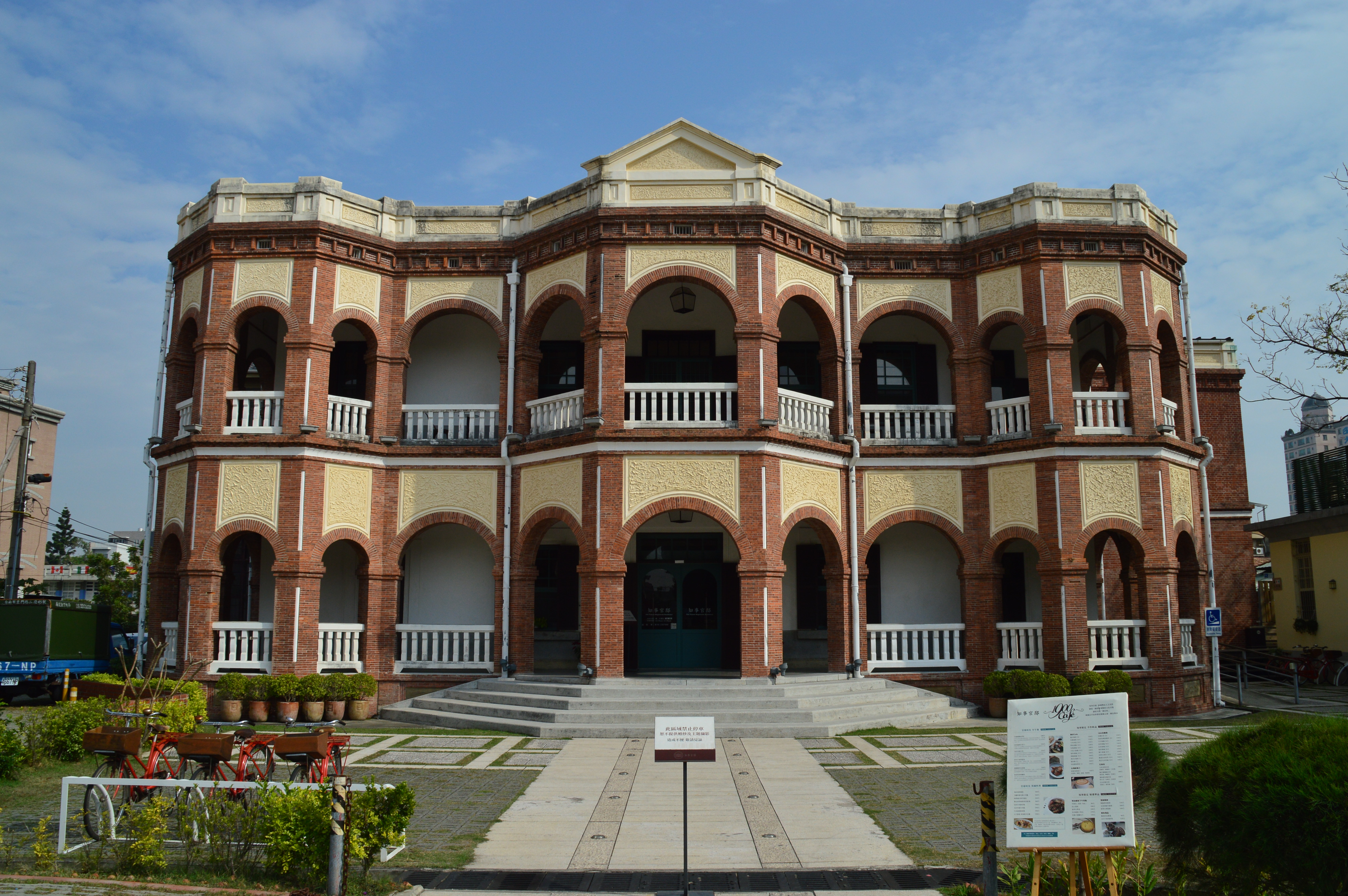
台南州知事（一時は県知事）公邸の現状

- 枝徳二：1920年9月1日 -
- 吉岡荒造：1921年10月8日 -
- 松井栄尭：1923年12月8日 -
- 喜多孝治：1924年12月23日 -
- 片山三郎：1927年7月27日 -
- 永山止米郎：1929年4月20日 -
- 名尾良辰：1930年5月23日 -
- 横光吉規：1931年5月8日 -
- 今川淵：1932年3月15日 -
- 藤田傊治郎：1936年2月26日 -
- 川村直岡：1936年10月16日 -
- 石井龍猪：1939年12月27日 -
- 一番ヶ瀬佳雄：1940年5月25日 -
- 宮木広大：1942年7月3日 -
- 宮尾五郎：1943年3月29日 -

## 医療
- 台湾総督府台南病院（現 衛生福利部台南病院）
- 台湾総督府嘉義病院（現 衛生福利部嘉義病院）
- 日軍台南衛戍病院（現 国立成功大学の校舎）

## 法院
昭和20年（1945年）当時

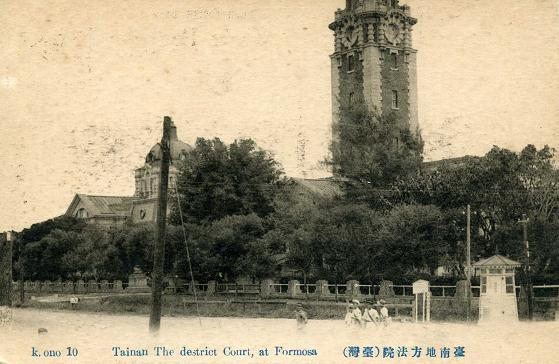
台南地方法院

(審判の行うことの無かったものを「裁判所」とカウントしなかった)（沿革略）
- 台南地方法院
- 台南地方法院嘉義支部

## 刑務所
昭和7年（1932年）当時
- 台南刑務所
- 台南刑務所嘉義刑務支所

## 警察

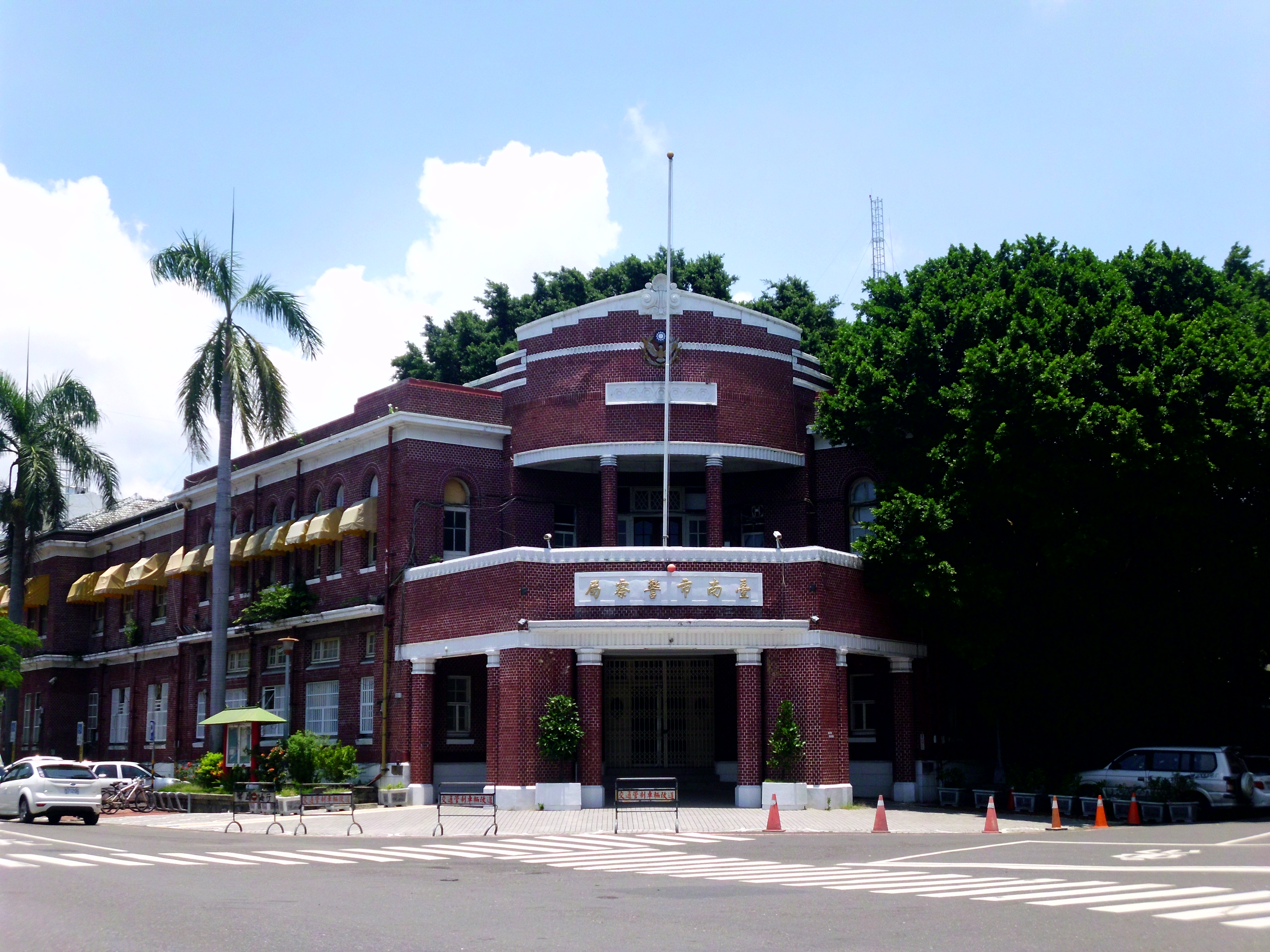
台南警察署の現状

昭和20年（1945年）当時
- 台南州警務部
  - 台南警察署
  - 嘉義警察署
  - 新豊郡警察課
  - 新化郡警察課
  - 曽文郡警察課
  - 北門郡警察課
  - 新営郡警察課
  - 嘉義郡警察課
  - 斗六郡警察課
  - 虎尾郡警察課
  - 北港郡警察課
  - 東石郡警察課

## 林政
昭和7年（1932年）当時
- 営林所嘉義出張所

## 専売局
昭和20年（1945年）当時
- 番子田酒工場（専売局総局管内）
- 台南支局
  - 台南酒工場
- 嘉義支局
  - 嘉義酒工場
  - 二萬坪酒工場

## 気象

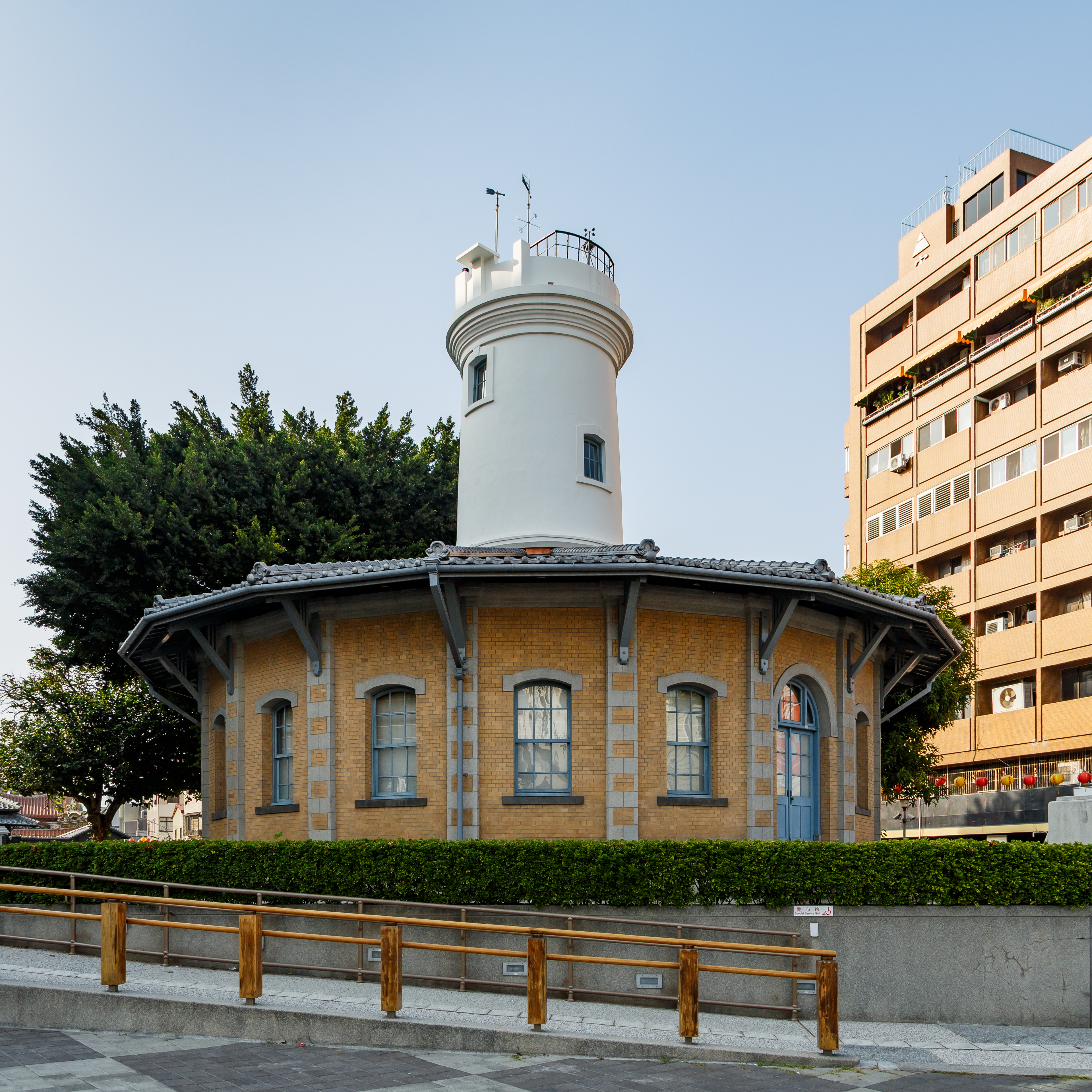
台南測候所の現状

昭和17年（1942年）当時
- 台南測候所

## 教育

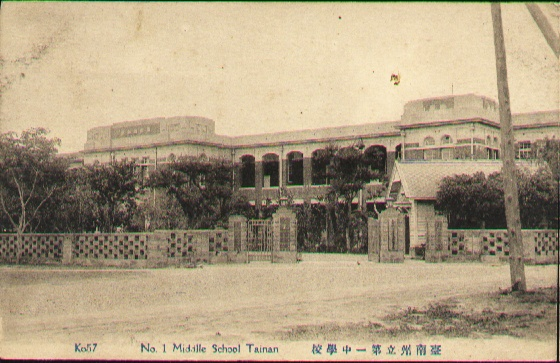
台南州立第一中学校

### 高等教育機関
- 台南工業専門学校（旧台南高等工業学校、現 国立成功大学）
- 台南師範学校（現 国立台南大学）

### 中等教育機関
- 台南州立台南第一中学校（現 国立台南第二高級中学）
- 台南州立台南第二中学校（現 国立台南第一高級中学）
- 台南州立嘉義中学校（現 国立嘉義高級中学）
- 台南州立台南第一高等女学校（国立台南女子高級中学に統合）
- 台南州立台南第二高等女学校（国立台南女子高級中学に統合）
- 台南州立嘉義高等女学校（現 国立嘉義女子高級中学）
- 台南州立虎尾高等女学校（現 国立虎尾高級中学）
- 台南州立台南工業学校（現 国立台南高級工業職業学校）
- 台南州立嘉義工業学校（現 国立嘉義高級工業職業学校）
- 台南州立嘉義商業学校（現 国立嘉義高級商業職業学校）
- 台南州立台南農業学校（現 国立台南大学附屬高級中学）
- 台南州立嘉義農林学校（現 国立嘉義大学）

## 日本軍駐屯地

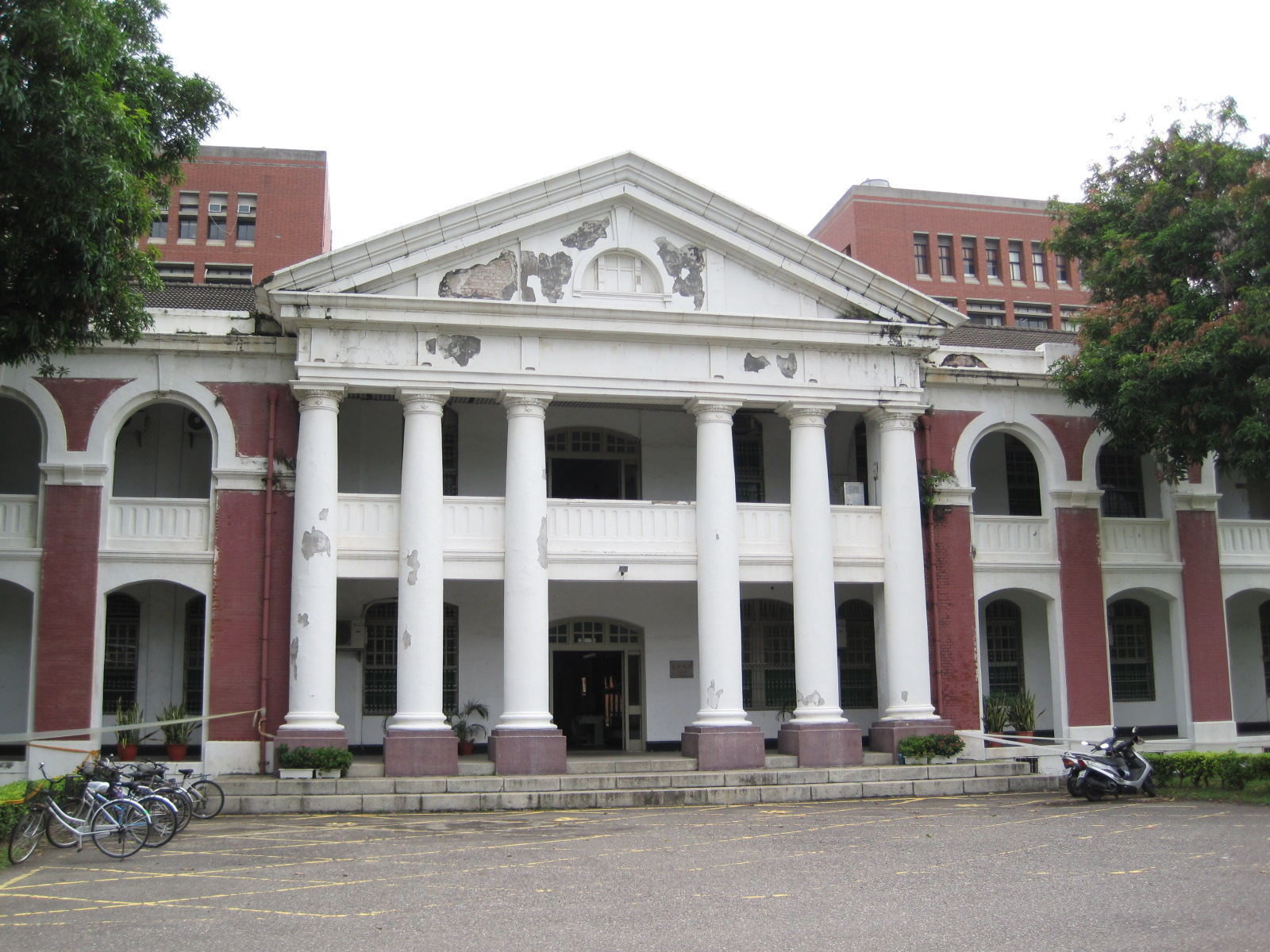
旧台湾歩兵第2連隊営舎（現 国立成功大学の校舎）

昭和11年（1936年）の平時編制
- 台湾歩兵第2連隊（台南市）

## 鉄道

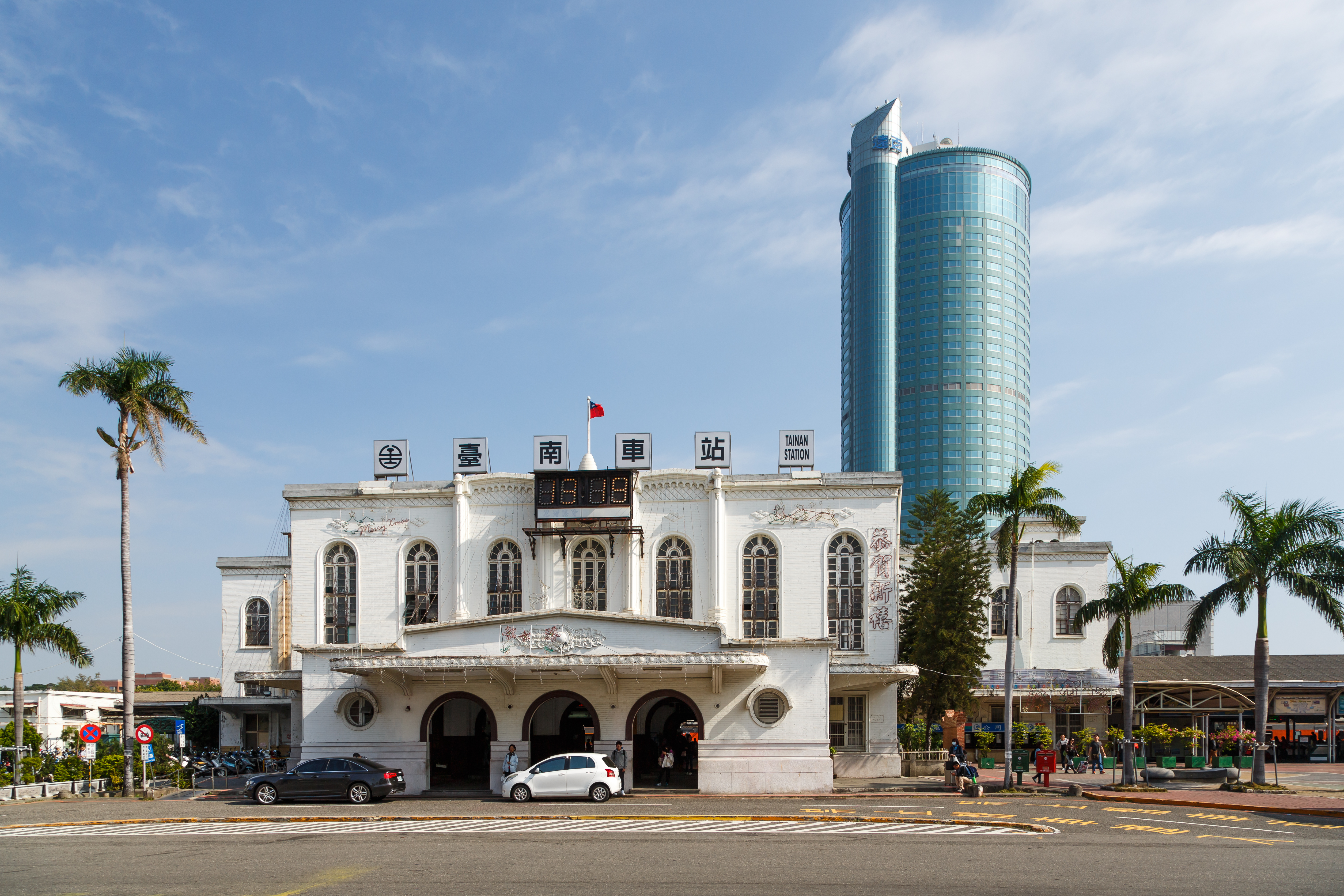
台南駅の現状

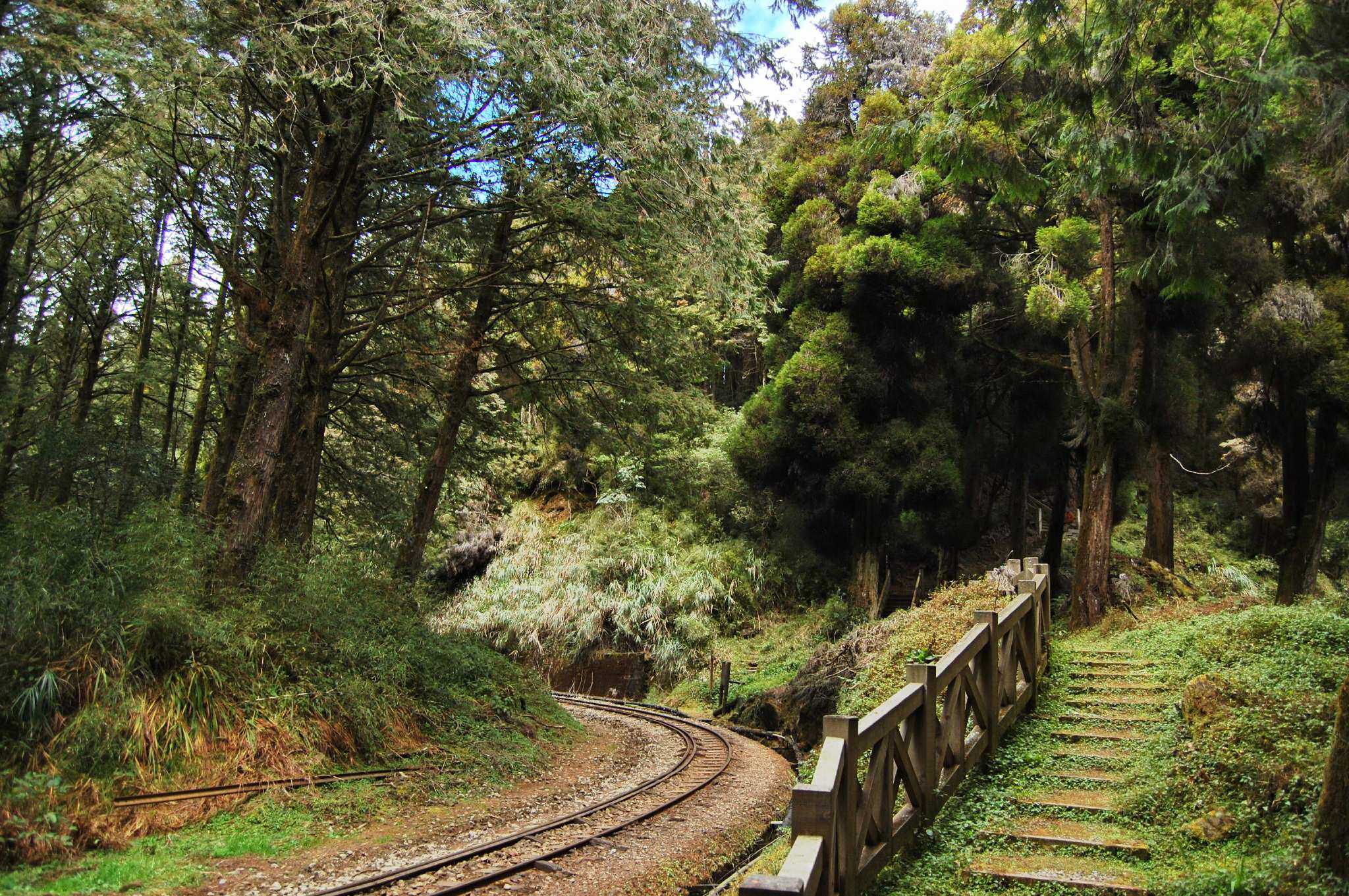
阿里山線の現状

昭和19年（1944年）の路線

### 総督府鉄道
- 縦貫線（現縦貫線）

### 営林所鉄道
- 阿里山線（現阿里山森林鉄路嘉義線）

### 私設鉄道
- 大日本製糖株式会社
  - 嘉義駅 - 口湖駅間（後の北港線の一部と口湖線）
  - 大林駅 - 小梅駅間（後の小梅線）
  - 大林新巷間（後の新港線）
  - 斗南駅 - 虎尾駅間（斗南線、後の雲虎線の一部）
  - 虎尾駅 - 北港駅間（後の北港線の一部）
  - 虎尾駅 - 西螺駅間（後の西螺線）
  - 大荖駅 - 五塊寮駅間
  - 田尾 - 三姓駅間（後の猫児干線）
  - 五塊厝駅 - 麦寮駅間（後の崙背線）
  - 斗六駅 - 崁頭厝駅間（後の永光線）
- 塩水港製糖株式会社
  - 新営駅 - 布袋駅間（後の布袋線）
- 明治製糖株式会社
  - 嘉義駅 - 港墘駅間（後の朴子線）
  - 蒜頭駅 - 水上駅間（後の南靖線）
  - 番子田 - 二重港間（後の隆田線）
- 台湾製糖株式会社
  - 善化駅 - 神社前間（後の善化線）

## 道路
昭和14年（1939年）当時

### 指定道路
- 縦貫道路
- 西螺崙背道
- 北港崙背道
- 斗南北港道
- 莿桐斗六道
- 斗南林内道
- 林内竹山道
- 斗六小梅道
- 大林小梅道
- 民雄北港道
- 北港新港道
- 嘉義竹崎道
- 嘉義中埔道
- 嘉義頂東石道
- 嘉義白河道
- 草店内角道
- 後壁白河道
- 白河関子嶺道
- 白河前大埔道
- 番子田六甲道
- 六甲番社道
- 林鳳営六甲道
- 朴子塩水道
- 新営布袋道
- 北門塩水道
- 麻豆番子田道
- 麻豆佳里道
- 台南北門道
- 新市新化道
- 台南新化道
- 新化玉井道
- 関廟旗山道
- 新化関廟道
- 台南関廟道
- 台南湾裡道
- 台南安平道
- 小梅竹崎道
- 嘉義北港道
- 朴子北港道

## 港湾
昭和13年（1938年）当時

### 開港
- 安平港

### 特別輸出入港（対中貿易専用港）
- 東石港

## 油田
- 新営油田
- 凍子脚油田

## 神社

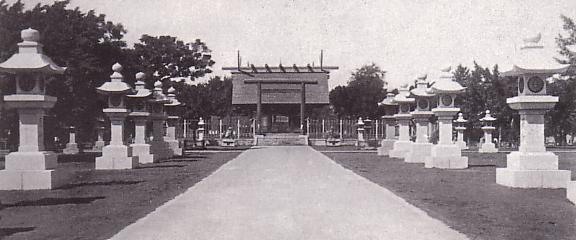
官幣中社台南神社

- 台南神社
- 嘉義神社
- 開山神社（延平郡王祠）
- 北港神社
- 新営神社
- 五間厝神社
- 南靖神社
- 阿里山神社
- 北門神社
- 東石神社
- 曽文神社
- 斗六神社
- 林内神社
- 新化神社
- 新町稲荷社

## 国立公園
- 新高阿里山国立公園

## 企業
州内に本社を有する資本金50万円以上の企業である（昭和7年・1932年当時）

### 農林水産業
- 台湾漁業

### 製造業
- 塩水港製糖（現 塩水港精糖）
- 台湾織布
- 台湾製塩
- 台南煉瓦
- 台湾生薬

### 電気業
- 嘉義電灯

### 金融業
- 台湾南部無尽

## マスメディア

### ラジオ放送局

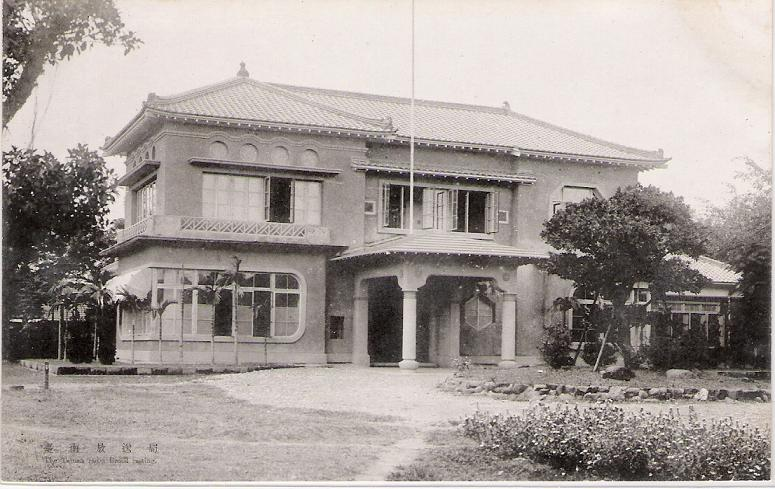
台南放送局

昭和20年（1945年）8月当時
- 台湾放送協会台南放送局（呼出符号JFBK）
- 台湾放送協会嘉義放送局（呼出符号JFDK）

### 日本語新聞
昭和7年（1932年）当時
- 台南新報

## 出身有名人
この時代に生まれ育つか、または活躍した者を掲載
- 邱永漢（評論家）
- 八田與一（台湾総督府土木技師。烏山頭水庫や嘉南大圳建設に従事）
- 余清芳（西来庵事件の首謀者）
- 安藤百福（実業家）
- 許文龍（実業家）
- 住吉秀松（実業家、『台南消防の父』）
- 梅澤捨次郎（台湾総督府および台南州土木技師、建築家。ハヤシ百貨店のほか政府建築物を担当した）